# Marion Torrent
Marion Torrent (Châlons-en-Champagne, 26 september 1992) is een Frans voetbalspeelster. Ze staat als verdediger onder contract bij Montpellier HSC in de Division 1 Féminine.

## Clubcarrière
Torrent kwam op dertienjarige leeftijd naar Montpellier HSC, nadat ze eerder in Marseille woonde. Haar broer maakte eerder deel uit van de voetbalacamedie van AJ Auxerre. Aanvankelijk maakte Torrent onderdeel uit van het -16 team van Montpellier HSC. Op 1 mei 2008 maakte ze haar debuut door in de basis te starten in een 2-1 overwinning op Hénin-Beaumont. Torrent kwam dat seizoen tot vier optredend voor Montpellier HSC. Dit aantal verdubbelde in het seizoen 2008/09. Ook won ze met de club in dat seizoen de Coupe de France door Le Mans FC in de finale te verslaan. In het seizoen 2009/10 verkreeg Torrent het nummer vier en had ze een vaste basisplaats. Sindsdien is ze uitgegroeid tot een clubicoon van Montpellier HSC door meer dan 200 wedstrijden voor de club uit te komen. In het seizoen 2024/25 komt Torrent nog steeds uit voor de Zuid-Franse club.

## Statistieken
| Seizoen | Club            | Land      | Competitie          | Wedstrijden | Doelpunten |
| ------- | --------------- | --------- | ------------------- | ----------- | ---------- |
| 2007/08 | Montpellier HSC | Frankrijk | Division 1 Féminine | 4           | 0          |
| 2008/09 | Montpellier HSC | Frankrijk | Division 1 Féminine | 8           | 0          |
| 2009/10 | Montpellier HSC | Frankrijk | Division 1 Féminine | 14          | 0          |
| 2010/11 | Montpellier HSC | Frankrijk | Division 1 Féminine | 19          | 0          |
| 2011/12 | Montpellier HSC | Frankrijk | Division 1 Féminine | 16          | 1          |
| 2012/13 | Montpellier HSC | Frankrijk | Division 1 Féminine | 19          | 1          |
| 2013/14 | Montpellier HSC | Frankrijk | Division 1 Féminine | 20          | 0          |
| 2014/15 | Montpellier HSC | Frankrijk | Division 1 Féminine | 20          | 1          |
| 2015/16 | Montpellier HSC | Frankrijk | Division 1 Féminine | 18          | 0          |
| 2016/17 | Montpellier HSC | Frankrijk | Division 1 Féminine | 21          | 0          |
| 2017/18 | Montpellier HSC | Frankrijk | Division 1 Féminine | 18          | 0          |
| 2018/19 | Montpellier HSC | Frankrijk | Division 1 Féminine | 22          | 3          |
| 2019/20 | Montpellier HSC | Frankrijk | Division 1 Féminine | 13          | 0          |
| 2020/21 | Montpellier HSC | Frankrijk | Division 1 Féminine | 18          | 0          |
| 2021/22 | Montpellier HSC | Frankrijk | Division 1 Féminine | 20          | 0          |
| 2022/23 | Montpellier HSC | Frankrijk | Division 1 Féminine | 21          | 1          |
| 2023/24 | Montpellier HSC | Frankrijk | Division 1 Féminine | 20          | 2          |
| 2024/25 | Montpellier HSC | Frankrijk | Division 1 Féminine | 0           | 0          |
| Totaal  | Totaal          | Totaal    | Totaal              | 279         | 9          |

Laatste update: 15 september 2024

## Interlandcarrière
Torrent kwam als international van Frankrijk uit op het WK 2019 en het EK 2022. Op het EK 2017 zat ze bij de selectie maar maakte ze geen minuten.